# Krystyna Marta Stiller

Krystyna Marta Stiller, 2018.

Krystyna Marta Stiller, född Borowicz 11 december 1947 i Warszawa, är en svensk fysiker. Hon är professor i fysik på Chalmers tekniska högskola i Göteborg, vid institutionen för fysik.

## Biografi
Stiller föddes i Warszawa 1947 men bor i Sverige sedan 1970 och har två barn.
Stiller disputerade vid Göteborgs universitet 1980 med avhandlingen Field Ion Microscopy of Heavy Ion Damage in Tungsten. Hon anställdes på Chalmers 1973, fick docenttitel 1993 och befordrades till professor år 2003. Åren 2012-2014 var hon avdelningschef för avdelningen Materialens Mikrostruktur på institutionen för teknisk fysik. Genom åren har hon lett över 20 forskningsprojekt, finansierade av Vetenskapsrådet och svenskt näringsliv.     

## Förtroendeuppdrag i urval
- Styrelsemedlem i Föreningen för Materialvetenskap och Vakuumteknik[3]2003-2007 (ordförande 2004)
- Styrelsemedlem i International Steering Committee of the International Field Emission Society[4] (IFES) 2004-010; (vice ordförande IFES, 2008--10)
- Redaktör för IFES Proceedings 2006, 2008
- Arrangör av den internationella workshopen Atom Probe Tomography[5], juni 2007
- Styrelseledamot, Onsala rymdobservatorium 2008-2013
- Styrelseledamot, Chalmers Appointment Committee, 2007-2017
- Medlem av Chalmers fakultetsråd[6], 2007- 2014
- Extern examinator för över tio doktorander utanför Sverige.

## Priser och utmärkelser
- Prisad av SAPA 1995 för "valuable research on Al-alloys"
- Elected as a Fellow of International Field Emission Society (IFES) 2015[7]